# Jana Smidakova
Jana Smidakova Krompolcova, née le 6 novembre 1983 à Ostrava, est une kayakiste espagnole.

## Carrière
Elle est médaillée d'argent du K4 200 mètres et médaillée de bronze du K4 500 mètres aux Championnats du monde de course en ligne de canoë-kayak de 2003. Cinquième du K4 500 mètres aux Jeux olympiques d'été de 2004, elle est sacrée championne d'Europe du K4 200 mètres et médaillée de bronze du K4 500 mètres aux Championnats d'Europe de course en ligne de 2004. Aux Championnats du monde de course en ligne de canoë-kayak de 2005 , elle obtient une médaille d'argent en K2 200 mètres et une médaille de bronze en K4 200 mètres.
Cinquième du K4 500 mètres aux Jeux olympiques d'été de 2008, elle est médaillée de bronze de cette épreuve aux Championnats d'Europe de course en ligne de 2008, aux Championnats du monde de course en ligne de canoë-kayak de 2009 et aux Championnats d'Europe de course en ligne de 2010. Elle remporte sa dernière médaille internationale majeure aux Championnats d'Europe de course en ligne de 2012 avec une troisième place en K2 1 000 mètres.